# Virgin Snow Color -2nd Season-
『Virgin Snow Color -2nd Season-』は、AYABIE1枚目のフルアルバム。2010年12月1日発売。発売元はハピネット。

## 解説
- 限定盤Type-A、限定盤Type-B、通常版の3タイプ発売。限定盤Type-A,BはCDとDVDの2枚組。限定盤Type-Aは「パレード」ミュージッククリップ+ミュージッククリップ メイキングの映像を収録。限定盤Type-Bはライブで行われた3曲と バックステージ映像を収録。通常版は豪華28Pフォトブック付

## 収録曲
1. Virgin Snow Color -2nd season-
2. スモーク・スマイル・キーパー
3. Hi-Fi
4. 善悪の彼岸
5. 雪降る夜、君想う
6. temptation
7. 蜃気楼
8. ピエロ
9. 冷たい手
10. パレード
11. STAR PLAYER